# Stéarate d'ammonium
Le stéarate d'ammonium est le sel d'ammonium de l'acide stéarique. Il est utilisé comme additif alimentaire anti-agglomérant sous la désignation E571. On le retrouve également dans certains cosmétiques.